# رئیس دادگستری هند
رئیس دادگستری هند (انگلیسی: Chief Justice of India) رئیس قوه قضائیه هند و دیوان عالی هند است.